# Sebastião Ataíde de Melo
Sebastião Ataíde de Melo (Araruna, 23 de junho de 1930 - Rio de Janeiro, novembro de 2011) foi um político, rodoviário e sindicalista brasileiro. Foi Deputado Federal pelo estado do Rio de Janeiro entre 1983 e 1987.